# An Hòa, An Dương
An Hòa là một phường thuộc quận An Dương, thành phố Hải Phòng, Việt Nam.

## Địa lý
Phường An Hòa nằm ở phía tây bắc quận An Dương, có vị trí địa lý:
- Phía đông giáp phường Hồng Phong
- Phía tây giáp tỉnh Hải Dương
- Phía nam giáp huyện An Lão
- Phía bắc giáp phường Lê Thiện.

Phường An Hòa có diện tích 9,36 km², dân số năm 2023 là 15.232 người, mật độ dân số đạt 1.627 người/km².

## Lịch sử
Vùng đất Hồng Phong thuộc tổng Ngọ Dương và tổng Hà Nhuận. 
Sau năm 1945, thành lập xã Lê Hồng Phong thuộc huyện An Dương.
Đầu năm 1956, chia xã Lê Hồng Phong thành xã An Phúc và xã An Phong.
Ngày 28 tháng 7 năm 1957, đổi tên xã An Phong thành Hồng Phong và đổi tên xã An Phúc thành xã An Hòa thuộc huyện An Dương.
Ngày 7 tháng 4 năm 1966, Chính phủ ban hành Quyết định số 67-CP về việc thành lập huyện An Hải trên cơ sở huyện An Dương và huyện Hải An. Khi đó, xã An Hòa thuộc huyện An Hải.
Ngày 20 tháng 12 năm 2002, Chính phủ ban hành Nghị định số 106/2002/NĐ-CP về việc chuyển xã An Hòa thuộc huyện An Hải về huyện An Dương mới đổi tên quản lý.
Ngày 20 tháng 7 năm 2022, HĐND TP. Hải Phòng ban hành Nghị quyết số 26/NQ-HĐND về việc thành lập thôn Dưỡng Phú thôn Dưỡng Phú 1 và thôn Dưỡng Phú 2.
Ngày 24 tháng 10 năm 2024, Ủy ban Thường vụ Quốc hội ban hành Nghị quyết số 1232/NQ-UBTVQH15 về việc sắp xếp đơn vị hành chính cấp huyện, cấp xã của thành phố Hải Phòng giai đoạn 2023 – 2025 (nghị quyết có hiệu lực từ ngày 1 tháng 1 năm 2025). Theo đó, thành lập phường An Hòa thuộc quận An Dương trên cơ sở toàn bộ 9,36 km² diện tích tự nhiên và quy mô dân số là 15.232 người của xã An Hòa.